# شهرستان تارنوف
شهرستان تارنوف (به لهستانی: Powiat Tarnów) یک شهرستان در لهستان است که در استان لهستان کوچک‌تر واقع شده‌است. شهرستان تارنوف ۱٬۴۱۳٫۴۴ کیلومتر مربع مساحت و ۱۹۳٬۵۴۹ نفر جمعیت دارد.